# Stane Dolanc
Stane Dolanc, slovenski politik, * 16. november 1925, Hrastnik, † 13. december 1999, Ljubljana.
Dolanc je bil eden najtesnejših sodelavcev predsednika Josipa Broza Tita in eden najvplivnejših ljudi jugoslovanske federalne politike v sedemdesetih in osemdesetih letih dvajsetega stoletja. Od januarja 1972 do 1979 je vodil "aparat" jugoslovanske "partije" kot sekretar Izvršnega biroja/komiteja Predsedstva (od 1974 centralnega komiteja - CK) Zveze komunistov Jugoslavije, od 1982 do 1984 član Zveznega izvršnega sveta in zvezni sekretar za notranje zadeve ter nazadnje član predsedstva Jugoslavije (od 1984 do 1989, zadnje leto podpredsednik). Bil je tudi član Zveznega sveta za varstvo ustavne ureditve, ki mu je predsedoval konec osemdesetih let. 
Večino svoje politične kariere je Dolanc branil močno avtoritarno vladavino ZKJ in se boril proti nacionalizmu, ki je izviral iz različnih delov države. Bil je vpliven v jugoslovanskih varnostnih službah in domneva se, da je navdihnil številne politično motivirane aretacije, zlasti v času, ko je bil notranji minister.

## Zgodnja leta
Svojo mladost je preživel v Hrastniku, rudarskem mestu v Zasavju. Izhajal je iz revne rudarske družine. Kot odličnjaka so ga zastonj poučevali učitelji. Osnovno šolo je obiskoval v Hrastniku, 1940 se je vpisal na ljubljansko bežigrajsko gimnazijo. Po nemški zasedbi Zasavja je sodeloval v mladinski OF, zaradi česar je bil decembra 1941 aretiran, a po zaslišanju izpuščen. Starši so ga zaradi nevarnosti ponovne aretacije poslali v Voitsberg v Avstriji, šolanje je nadaljeval na gimnaziji v Gradcu, kjer je zaključil sedmi razred, zato obstajajo sumi, da je bil takrat član Hitlerjugenda. 1943 je bil nekaj mesecev na prisilnem delu, februarja 1944 pa je zaključil gimnazijo v Brežicah. Tam se je ponovno povezal z OF in se junija 1944 skupaj z očetom pridružil partizanskemu gibanju, in sicer 3. bataljonu Šlandrove brigade. 1944 je bil sprejet v KPS, deloval je kot član propagandnega odseka in član biroja KP 4. operativne cone. Konec druge svetovne vojne je dočakal kot pomočnik politkomisarja 3. bataljona Zidanškove brigade in ostal v vojaški službi kot pomočnik šefa političnega odseka 14. divizije Jugoslovanske armade do njenega razformiranja 1947. 1947–50 je bil predavatelj na artilerijski šoli v Zadru (politična ekonomija in dialektični materializem), sledila je premestitev v Novo mesto, kjer je bil 1950–53 tožilec divizije. 1953 je postal namestnik tožilca ljubljanskega korpusa. Ob delu je na Pravni fakulteti Univerze v Ljubljani 1958 zaključil študij prava in bil kot visoki častnik premeščen v vojaško protiobveščevalno službo v Zagreb s činom podpolkovnika. V času študija je bil podpredsednik upravnega odbora Zveze študentov Jugoslavije.Leta 1960 je odšel iz vojske, z doseženim činom polkovnika jugoslovanske protiobveščevalne službe KOS. V času svoje vojaške kariere je Dolanc diplomiral, v 60-ih pa je deloval kot predavatelj in upravitelj (1964-67) Visoke šole za politične vede v Ljubljani (VŠPV, kasnejša FSPN oz. FDV)., ki mu je 1981 podelila naslov rednega profesorja za politični sistem.

## Drugi človek Zveze komunistov Jugoslavije
Leta 1965 je postal Dolanc član centralnega komiteja Zveze komunistov Slovenije , na 9. kongresu jugoslovanskih komunistov leta 1969 pa tudi član predsedstva ZKJ (CK ZKJ med 1969-74 ni obstajal). Na marsikak položaj se je povzpel kot nečak svaka Lidije Šentjurc in kot ognjeni zagovornik "demokratičnega centralizma". 1969 je bil (skupaj z Edvardom Kardeljem) izvoljen v 15-članski izvršni biro Predsedstva ZKJ, nekoliko kasneje (januarja 1972) je postal tudi njegov sekretar, ki se je na tem sprva vsako leto rotirajočem položaju obdržal dobrih 7 let (1974-78 kot sekretar izvršnega komiteja, nato samo še predsedstva CK ZKJ) kot de facto drugi človek ZKJ , vendar s tem ni prevzel pozicije "drugega človeka Jugoslavije", ki je dejansko še vedno pripadala Kardelju. Dolanc si je hitro pridobil močan vpliv znotraj Partije. Bil je eden od glavnih organizatorjev izredne seje partijskega predsedstva v Karađorđevu decembra 1971, na katerem je trda partijska linija izsilila odstop vodij Hrvaške pomladi. V podobnem stilu je nadaljeval tudi znotraj slovenske partije, ko je novembra 1972 na plenumu centralnega komiteja ZKS zahteval obračun z liberalnim delom partije pod vodstvom Staneta Kavčiča. Kavčič in njegovi sodelavci so bili kmalu zatem odstavljeni, vodstvo partije pa so prevzeli Dolancu lojalni kadri, med njimi Milan Kučan.  Po smrti Edvarda Kardelja leta 1979 je izgubil najpomembnejšo izvršilno funkcijo v partiji (ob tem ga je Josip Broz Tito odlikoval z redom junaka socialističnega dela) in postal neformalni koordinator za Slovenijo, ostal pa je eden najvplivnejših osebnosti v jugoslovanski politiki. Ena od njegovih prednosti v partijskem boju za oblast je bila, da ni nikoli govoril o svoji nacionalni pripadnosti, zato so mu rekli tudi »denacionalizovani Slovenac«.

## Notranji minister, preganjanje disidentov, član predsedstva Jugoslavije
Maja 1982 je bil Dolanc imenovan za notranjega ministra (zveznega sekretarja za notrenje zadeve) v vladi Milke Planinc. Maja 1983 se je javno pritoževal nad domnevnim porastom nacionalizma v Jugoslaviji in sovražnih dejavnosti proti komunističnemu režimu, za kar je obtoževal disidentske intelektualce. Spomladi 1984 je prišlo s tem v zvezi do dveh politično motiviranih sodnih procesov, ki se direktno pripisujeta Dolancu. V Beogradu je takrat policija priprla in odvedla na zaslišanje 28 udeležencev predavanja znanega disidenta Milovana Đilasa. Enega od priprtih so našli mtrvega nekaj dni kasneje, šest drugih pa je bilo postavljenih pred sodišče. Dolancu se pripisuje tudi naročanje umorov političnih emigrantov in protirežimskih aktivistov, ki jih je izven meja Jugoslavije izvajala tajna služba UDBA. Dolanc naj bi v tem obdobju tudi osebno ščitil enega od njenih agentov, poklicnega zločinca Željka Ražnatovića-Arkana. 
Od maja 1984 do maja 1989 je bil Dolanc slovenski član predsedstva Jugoslavije, v tem obdobju pa tudi predsedujoči "Zveznega sveta za zaščito ustavne ureditve".  V letih 1988 in 1989 je bil en od tistih v zveznem vodstvu Jugoslavije, ki so neuspešno poskušali zaustaviti Miloševićevo anti-birokratsko revolucijo, ki jo je dojemal kot izraz srbskega hegemonizma. Hkrati je bil Dolanc zadržan tudi do novega vodstva Zveze komunistov Slovenije, ki je pod vplivom demokratičnih procesov začela vsaj navidezno podpirati zahteve večine Slovencev po liberalizaciji in osamosvojitvi Slovenije. Ena od njegovih zadnjih javnih intervencij je bil intervju s takrat glavnim glasilom slovenske demokratične opozicije, Mladino, ki je bil objavljen maja 1989. V njem je Dolanc sam sebe opisal kot "zadnjega titoista".

## Demokratične spremembe in umik iz političnega življenja
Stane Dolanc se je umaknil iz jugoslovanskega političnega življenja 13. maja 1989, v obdobju, ko so se v Sloveniji in drugih republikah že začeli nezaustavljivi demokratični procesi. Domači in tuji novinarji so se strinjali, da je iz federalnega gnezda odšel eden od zadnjih »čuvajev skrivnosti« . Dolanc je bil v času umika v pokoj član Predsedstva SFRJ, predsednik Komisije za revizijo zvezne ustave in siva eminenca UDB-e. 
V pokoju, ki ga je užival na Gorenjskem, je postal poznavalec gob in novinarji so mu rekli »Veliki gobar«.
Zadnja leta je živel v "čebelnjaku" v Gozd Martuljku blizu Kranjske gore, bil je skoraj sosed vikendašice Vide Tomšič. Umrl je 13. decembra 1999 v Ljubljani zaradi možganske kapi (bil je velik kadilec). Star je bil 74 let. Pokopan je v Gozdu Martuljku. Do svoje smrti je ostal v tesnih prijateljskih stikih z mnogimi slovenskimi politiki, med drugimi tudi z bivšim predsednikom Slovenije Milanom Kučanom.
Jovanka Broz, vdova Josipa Broza Tita, je leta 2013 Staneta Dolanca obtožila, da je bil nacistični agent, ki je hotel prevzeti oblast.